# Dioscorea coripatensis
Dioscorea coripatensis là một loài thực vật có hoa trong họ Dioscoreaceae. Loài này được J. Macbr. mô tả khoa học đầu tiên năm 1934.